# Grabowiec (rejon stryjski)
Grabowiec, Grabowiec Stryjski (ukr. Грабовець, Hraboweć) – wieś na Ukrainie, w rejonie stryjskim obwodu lwowskiego. Wieś liczy 980 mieszkańców.

## Historia
Założony w 1693. Pod koniec XIX w. wieś koło Stryja. Za II Rzeczypospolitej do 1934 samodzielna gmina jednostkowa. 15 stycznia część gminy Grabowiec Stryjski włączono do Stryja. Od 1934 należała do zbiorowej wiejskiej gminy Grabowiec Stryjski w powiecie stryjskim w woj. stanisławowskiem, której był siedzibą. Po wojnie wieś weszła w struktury administracyjne Związku Radzieckiego.
W Grabowcu urodził się Józef Bach (1898–1939), major piechoty Wojska Polskiego, kawaler Orderu Virtuti Militari.